# Isoodon auratus
Isoodon auratus е вид бозайник от семейство Бандикути (Peramelidae). Видът е световно застрашен, със статут Уязвим.

## Разпространение
Разпространен е в Австралия.